# Белл-Артур (Північна Кароліна)
Белл-Артур (англ. Bell Arthur) — переписна місцевість (CDP) в США, в окрузі Пітт штату Північна Кароліна. Населення — 477 осіб (2020).

## Географія
Белл-Артур розташований за координатами 35°35′28″ пн. ш. 77°30′46″ зх. д. / 35.59111° пн. ш. 77.51278° зх. д. (35.591176, -77.512705).  За даними Бюро перепису населення США в 2010 році переписна місцевість мала площу 4,82 км², уся площа — суходіл.

## Демографія
Згідно з переписом 2010 року, у переписній місцевості мешкало 466 осіб у 182 домогосподарствах у складі 130 родин. Густота населення становила 97 осіб/км².  Було 207 помешкань (43/км²).
Расовий склад населення:
| - 61,8 % — білих - 33,5 % — чорних або афроамериканців - 1,1 % — азіатів - 1,5 % — осіб інших рас |

До двох чи більше рас належало 2,1 %. Частка іспаномовних становила 4,1 % від усіх жителів.
За віковим діапазоном населення розподілялося таким чином: 23,2 % — особи молодші 18 років, 68,2 % — особи у віці 18—64 років, 8,6 % — особи у віці 65 років та старші. Медіана віку мешканця становила 39,8 року. На 100 осіб жіночої статі у переписній місцевості припадало 98,3 чоловіків;  на 100 жінок у віці від 18 років та старших — 98,9 чоловіків також старших 18 років.
Цивільне працевлаштоване населення становило 108 осіб. Основні галузі зайнятості: будівництво — 37,0 %, освіта, охорона здоров'я та соціальна допомога — 32,4 %, виробництво — 18,5 %, науковці, спеціалісти, менеджери — 12,0 %.